# Borgo metropolitano di Islington
Il borgo metropolitano di Islington fu un municipio metropolitano della vecchia contea di Londra esistito fra il 1900 e il 1965.

## Storia
L'autorità municipale fu istituita succedendo alla parrocchia di Islington, della quale ricalcò completamente il territorio, e fu subito sottoposta all'autorità provinciale del Consiglio della Contea di Londra. 
Esteso per 12 km², aveva una popolazione di 333.000 abitanti ad inizio Novecento e di 222.000 residenti nei primi anni Sessanta.
Il palazzo municipale venne costruito negli anni 20 del Novecento per sostituire l’ormai ampiamente inadeguata sagrestia della parrocchia di Santa Maria. Dopo la creazione della Grande Londra, l'area divenne il borgo londinese di Islington annettendo Finsbury.